# Jerzy Michałowski (dyplomata)
Jerzy Michałowski (ur. 13 maja?/26 maja 1909 w Kijowie, zm. 30 marca 1993) – polski dyplomata, tłumacz i pisarz publikujący najczęściej pod pseudonimem Stefan Wilkosz.

## Życiorys
Absolwent Wydziału Prawa UW. W latach 1929–1930 był uczniem Szkoły Podchorążych Rezerwy Artylerii we Włodzimierzu Wołyńskim. Praktykę odbył w 18 pułku artylerii polowej w Ostrowi Mazowieckiej. W 1935 został mianowany na stopień podporucznika ze starszeństwem z 1 stycznia 1934 i 7. lokatą w korpusie oficerów rezerwy artylerii.
Przed wojną pracował w Instytucie Spraw Społecznych. Brał udział w kampanii wrześniowej. Wzięty do niewoli, w której przebywał do końca wojny.
Po wojnie został dyplomatą. Był ambasadorem w Wielkiej Brytanii (1946–1953), przy ONZ w Nowym Jorku (1956–1960) i w Stanach Zjednoczonych (1967–1972). Był także dyrektorem generalnym MSZ oraz podsekretarzem stanu w Ministerstwie Oświaty (1954–1956).
W 1945 wstąpił do Polskiej Partii Socjalistycznej, a następnie do Polskiej Zjednoczonej Partii Robotniczej. Był delegatem na zjazd założycielski PZPR.
Jego żoną była Mira Michałowska. Spoczywa wraz z żoną na Powązkach Wojskowych (kw. A 29, rząd 3, miejsce 30).

## Ordery i odznaczenia
- Krzyż Komandorski Orderu Odrodzenia Polski (1951)[7]
- Wielki Oficer Orderu Zasługi Republiki Włoskiej (1965)[8][9]

## Publikacje
Przekłady
- Jeffrey Archer, Czy powiemy prezydentowi?, Czy powiemy pani prezydent? (jako tłumacz miał duży wpływ na powstanie drugiej, zmienionej wersji tej powieści, patrz hasło: Jeffrey Archer)
- Frederick Forsyth, Psy wojny (tłum. z 1977 roku), Dzień Szakala (z 1974 roku), Czysta robota (z 1986 roku)
- James Grady, Sześć dni Kondora

Książki własne
- Co, jak, dlaczego na świecie (1975)
- Wszystko o Afryce (1982)
- Noty i anegdoty dyplomatyczne (1978) pod pseudonimem "Diplomex"[10][11]

Współautor
- Rocznik Pamiątkowy Szkoły Podchorążych Rezerwy Artylerji we Włodzimierzu Rok 1929–1930. Karol Halski (red.) Tadeusz Kubalski (red.) Jerzy Michałowski (red.) Tadeusz Sztumberk-Rychter (red.) Edward Szwed (red.). Warszawa: Zakłady Graficzne „Nasza Drukarnia”, 1930.